# Rigidotubus
Rigidotubus is een monotypisch geslacht van schimmels behorend tot de familie Cystostereaceae. Het bevat een soort: Rigidotubus tephroleucus.